# Kalinov (okres Medzilaborce)
Kalinov je obec nacházející se na Slovensku v okrese Medzilaborce v Prešovském kraji. Žije zde 261 obyvatel. Leží v Chráněné krajinné oblasti Východné Karpaty.

## Polohopis
Laborecká vrchovina – Nízké Beskydy – Východní Karpaty

## Přírodní poměry
Nadmořská výška: 453 m n. m. – střed obce, 400–845 m n. m. na katastru. Obec leží v údolí Hlbokého potoka při státní hranici s Polskem, 7 km severovýchodně od Medzilaborec.
Sousedí s katastry obcí Medzilaborce a Habura a Polskem. Výrazně členitý povrch tvoří třetihorní flyš. Převládá souvislý les – buk, bříza.
Na území obce je na rozloze 2,04 ha přírodní rezervace Pod Demjatou. Území obce je zařazeno do soustavy Natura 2000, je zde chráněné ptačí území.

## Historie
V katastru obce byl objeven vzácný poklad z doby římské. Zachovalo se z něj 21 mincí. Poklad tvořily denáry římských císařů (21 mincí o celkové váze 1,5–2 kg), který se na území Slovenska dostal kolem roku 200 př. n. l. Tento nález potvrzuje existenci cesty z Potisí k Baltu.
V písemnostech je obec poprvé vzpomínána v roce 1595. Vlastníky byli humenští magnáti Drugetové, kteří v tomto kraji vládli od roku 1321 do 1684. Patřily jim rozsáhlé Zemplínske majetky. V 17. století obec patřila rodu Csáků a později rodu Szirmay. Ve středověkých listinách se obec objevuje pod názvem Kalenó. Pravděpodobně název obce (a nasvědčují tomu lidové pověsti) pochází od kaliny (keř s červenými plody, lat. Viburnum).
Během 1. světové války probíhaly v okolí obce těžké boje. Na místním vojenské hřbitově je pochováno přes 250 padlých vojků.
Během 2. světové války byl Kalinov osvobozen Sovětskou armádou dne 21. září 1944 a tím se stal první osvobozenou obcí Československa.
Dne 21. dubna 1947 zde banderovci zajali tři příslušníky československé finanční stráže, jednomu se podařilo utéct, další dva byli zřejmě banderovci popraveni.

## Památky
- Řeckokatolický chrám Zesnutí Přesvaté Bohorodičky z 18. století.[2]
- Vojenský hřbitov z 1. světové války.[2]
- Památníky na 2. světovou válku.[2]